# Песня о Березине
«Песня о Березине» (нем. «Beresinalied») — одна из национальных швейцарских песен. Ассоциируется со сражением при Березине, в ходе которого погибла тысяча из 1300 швейцарских наёмников, оставшихся к этому моменту в живых из 8000, которые сопровождали Наполеона во время его нашествия на Россию.
Стихотворение под названием «die Nachtreise» («Ночное путешествие») было написано немецким драматургом, актёром и учёным Карлом Людвигом Гизеке и опубликовано в 1792 году в журнале «Göttinger Musen-Almanach». Впоследствии указанное стихотворение было положено на музыку, которая несколько раз перерабатывалась, считается, что мелодия, исполняемая в настоящее время, восходит к варианту немецкого музыканта Иоганна Эммануэля Мюллера (Johann Immanuel Müller), при этом в некоторых источниках автором музыки назван Фридрих Вильке (Friedrich Wilke).
В «Воспоминаниях о русском походе» («Denkwürdigkeiten aus dem Russischen Feldzug») швейцарец Томас Леглер так описывал канун и ход битвы при Березине: «28 ноября выпал снег. Была половина восьмого утра, когда я шел рядом с командиром Блаттманом. Он напомнил мне песню: „Наша жизнь — это путешествие через ночь и холод“, которую и я раньше часто напевал, мою любимую песню, Блаттман попросил меня спеть её и сейчас. Я начал, заметив с глубоким вздохом: „Да, это, к сожалению, правдивые слова…“ Вскоре мелодию подхватили и другие офицеры, и этот утренний час прошел в пении и разговорах. Было девять часов, когда пушечное ядро с дьявольским грохотом пролетело над нашими головами. Огонь с обеих сторон был смертельным, многие офицеры были сразу ранены, другие убиты, среди них и наш командир Блаттман, которому пуля пробила мозг». После войны 1812 года песня стала популярна в Швейцарии, символизируя мужество швейцарских солдат.

## Перевод
- Густерин П. Коллективный Запад и швейцарский фольклор // ЦентрАзия.